# چاو-لی چی
چاو-لی چی (انگلیسی: Chao-Li Chi؛ ۵ آوریل ۱۹۲۷ – ۱۶ اکتبر ۲۰۱۰ (aged ۸۳)) یک هنرپیشه اهل چین بود.